# Lago Balqaš
Il lago Balqaš (in kazako Балқаш Көли?), altresì scritto secondo la traslitterazione dal russo: Balchaš (da Озеро Балхаш) o Balkhash, è un lago del Kazakistan sud-orientale, il più grande per estensione dell'Asia centrale. Fa parte del bacino endoreico che include il mar Caspio.

## Storia
Dal 103 a.C. all'VIII secolo, il Balqaš fu sotto il controllo dei cinesi, che lo chiamarono Pu-Ku o Bu-Ku. A partire dall'VIII secolo la regione a sud del lago, tra di esso e i monti Tian Shan, venne indicata come i «Sette Fiumi» (Jetisu in turco, Semirechye in russo). Questa fu la regione in cui i turchi e i mongoli nomadi mischiarono la propria cultura con quella dei popoli sedentari dell'Asia centrale. Durante la dinastia cinese Qing (1644-1911), il lago formò la regione più nord-occidentale dell'Impero. 
Nel 1864 il lago e le aree adiacenti vennero cedute alla Russia imperiale in base a quello che i cinesi consideravano un trattato ineguale, il trattato Sino-Russo sui confini nord-occidentali. Con la dissoluzione dell'Unione Sovietica nel 1991, il lago divenne parte del Kazakistan.

## Caratteristiche
Il lago attualmente ricopre 16.996 km², ma, come il lago d'Aral, si sta prosciugando a causa della deviazione delle acque dei fiumi che lo alimentano. Il lago ha una profondità media di 5,8 m e una massima di 25,6 m. La metà occidentale del lago è formata da acqua dolce, mentre quella orientale è salata. La profondità media della parte orientale è 1,7 volte inferiore rispetto all'altra.
Il bacino idrografico del Balqaš comprende sette fiumi; il più importante tra questi è l'Ili, che incrementa le acque profonde del lago, mentre il Karatal provvede ad incrementare quelle superficiali e sottosuperficiali. Le acque dell'Ili provengono dalle precipitazioni (soprattutto nevose) dei monti della regione cinese del Xinjiang. Il bacino del Balqaš è endoreico - cioè non ha emissari - e il lago soffre gli stessi problemi degli altri laghi endoreici.

## Economia
Le acque dell'Ili e del Balqaš sono di vitale importanza economica per il Kazakistan. L'Ili fornisce energia idroelettrica alla città di Kaptchagayskoye e le sue acque vengono utilizzate per l'irrigazione agricola e a scopi industriali. Il Balqaš incrementa una locale industria della pesca.

## Clima
| Lago Balqaš (1991-2020) Fonte: | Mesi         | Mesi         | Mesi         | Mesi         | Mesi        | Mesi        | Mesi        | Mesi        | Mesi        | Mesi         | Mesi         | Mesi         | Stagioni | Stagioni | Stagioni | Stagioni | Anno  |
| Lago Balqaš (1991-2020) Fonte: | Gen          | Feb          | Mar          | Apr          | Mag         | Giu         | Lug         | Ago         | Set         | Ott          | Nov          | Dic          | Inv      | Pri      | Est      | Aut      | Anno  |
| ------------------------------ | ------------ | ------------ | ------------ | ------------ | ----------- | ----------- | ----------- | ----------- | ----------- | ------------ | ------------ | ------------ | -------- | -------- | -------- | -------- | ----- |
| T. max. media (°C)             | −9,0         | −6,4         | 2,7          | 14,7         | 22,1        | 27,8        | 29,3        | 28,1        | 21,5        | 13,2         | 2,8          | −5,4         | −6,9     | 13,2     | 28,4     | 12,5     | 11,8  |
| T. media (°C)                  | −13,6        | −11,6        | −2,7         | 9,0          | 16,5        | 22,5        | 24,1        | 22,5        | 15,6        | 7,5          | −1,9         | −9,9         | −11,7    | 7,6      | 23,0     | 7,1      | 6,5   |
| T. min. media (°C)             | −17,9        | −16,3        | −7,2         | 3,8          | 10,6        | 16,7        | 18,4        | 16,5        | 9,4         | 2,3          | −5,9         | −13,9        | −16,0    | 2,4      | 17,2     | 1,9      | 1,4   |
| T. max. assoluta (°C)          | 3,9 (1983)   | 6,1 (1966)   | 24,5 (1944)  | 32,5 (1997)  | 36,5 (2020) | 37,6 (1988) | 40,9 (2005) | 39,5 (2008) | 37,6 (2010) | 27,2 (1957)  | 17,4 (1955)  | 7,5 (1967)   | 7,5      | 36,5     | 40,9     | 37,6     | 40,9  |
| T. min. assoluta (°C)          | −40,1 (1943) | −40,2 (1951) | −30,8 (1971) | −14,2 (1979) | −5,5 (1936) | 3,9 (1948)  | 6,9 (1980)  | 3,7 (1996)  | −4,7 (1956) | −15,0 (1968) | −32,7 (1952) | −41,2 (1938) | −41,2    | −30,8    | 3,7      | −32,7    | −41,2 |
| Nuvolosità (okta al giorno)    | 5,6          | 4,9          | 4,6          | 4,8          | 4,7         | 4,0         | 3,9         | 2,9         | 3,0         | 4,0          | 5,2          | 5,7          | 5,4      | 4,7      | 3,6      | 4,1      | 4,4   |
| Precipitazioni (mm)            | 14           | 12           | 13           | 10           | 14          | 13          | 15          | 7           | 3           | 9            | 17           | 14           | 40       | 37       | 35       | 29       | 141   |
| Giorni di pioggia              | 2            | 2            | 5            | 7            | 9           | 8           | 9           | 6           | 4           | 7            | 7            | 7            | 11       | 21       | 23       | 18       | 73    |
| Nevicate (cm)                  | 9            | 11           | 5            | 0            | 0           | 0           | 0           | 0           | 0           | 0            | 1            | 3            | 23       | 5        | 0        | 1        | 29    |
| Giorni di neve                 | 15           | 14           | 7            | 1            | 0,1         | 0,0         | 0,0         | 0,0         | 0,0         | 1,0          | 8,0          | 15,0         | 44,0     | 8,1      | 0,0      | 9,0      | 61,1  |
| Giorni di nebbia               | 3            | 3            | 3            | 1            | 0,1         | 0,04        | 0,1         | 0,1         | 0,03        | 1,0          | 4,0          | 4,0          | 10,0     | 4,1      | 0,2      | 5,0      | 19,4  |
| Umidità relativa media (%)     | 79           | 78           | 74           | 56           | 51          | 46          | 49          | 47          | 47          | 60           | 75           | 79           | 78,7     | 60,3     | 47,3     | 60,7     | 61,8  |
| Vento (direzione-m/s)          | NE 4,2       | NE 4,5       | NE 4,7       | NE 4,5       | NE 4,4      | NE 4,3      | NE 4,1      | NE 4,1      | NE 4,1      | NE 4,0       | NE 4,1       | NE 3,9       | 4,2      | 4,5      | 4,2      | 4,1      | 4,2   |